# Bonbonnière
De Bonbonnière (Frans: "snoepdoos"), voorheen Stadsschouwburg Maastricht, is een theater in het centrum van de Nederlandse stad Maastricht. De Maastrichtse schouwburg werd eind 18e eeuw gevestigd in een leegstaand kerkgebouw aan de Bredestraat, tussen het Onze Lieve Vrouweplein en het Vrijthof. De ingang bevindt zich aan de straat Achter de Comedie. Het theater is tegenwoordig nog slechts ten dele als zodanig in gebruik.

## Geschiedenis

### Jezuïetenkerk
De Bonbonnière werd in 1606-14 gebouwd als kloosterkerk van de jezuïeten (Sociëteit van Jezus). De architect was Peter Huyssens, die als jezuïet enige jaren eerder in dit klooster was ingetreden. De Maastrichtse kerk was Huyssens' eerste bouwwerk en was nog een relatief eenvoudig ontwerp. Huyssens zou later elders in de Zuidelijke Nederlanden nog enkele jezuïetenkerken bouwen, die thans tot de mooiste barokkerken van België gerekend worden. In 1773 werd de Sociëteit van Jezus door de paus opgeheven en werd de Maastrichtse kerk aan de eredienst onttrokken.

### Van kerk naar theater
Het eerste theater in Maastricht was een houten barak, die tijdens de Franse bezetting van 1673-78 op de Markt stond en vooral bedoeld was voor de Franse officieren en soldaten. Vanaf het midden van de 18e eeuw had de stad een permanent theater in de verbouwde Jekermanège, nabij de hoek Calvariestraat/Jekerstraat. Het gebouw voldeed echter maar ten dele en was bovendien brandgevaarlijk. Vanaf 1788 werd de leegstaande Jezuïetenkerk omgebouwd tot schouwburg, naar plannen van stadsbouwmeester Mathias Soiron. De ingang werd verplaatst van de westzijde naar de oostzijde (thans: Achter de Comedie), waar een nieuw entreegebouw werd gerealiseerd, mogelijk samengesteld uit sloopmateriaal van het klooster. De gevel van deze entree was versierd met een Dorische zuilengalerij. Deze werd in 1877-79 vervangen door het huidige entreegebouw in neoclassicistische vormen, naar gezamenlijk ontwerp van de Luikse architect Julien Rémont en de Maastrichtse stadsarchitect W.J. Brender à Brandis. Ook het interieur werd toen naar het voorbeeld van de Brusselse Muntschouwburg verbouwd, waarna het gebouw de naam Bonbonnière ("snoepdoos") kreeg. De westelijke barokfaçade, die in de 18e en 19e eeuw al zeer was verminkt, werd in 1955 hoger opgetrokken om de nieuwe toneeltoren te herbergen (ontwerp: Frans Dingemans). Het plafond van de theaterzaal, een bolvormige kap, is omstreeks dezelfde periode door Charles Eyck beschilderd. In het huidige theaterinterieur herinnert niets meer aan de voormalige kerkfunctie.

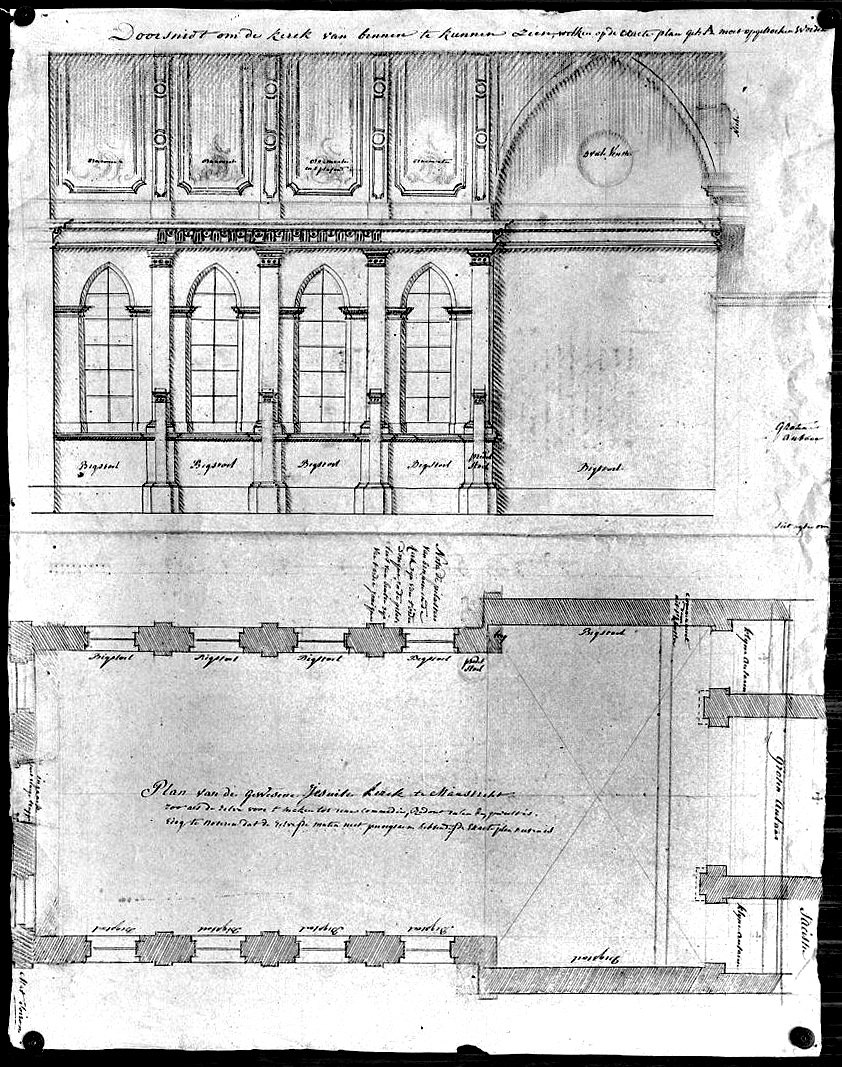
Soirons plan voor de nieuwe schouwburg, 1788
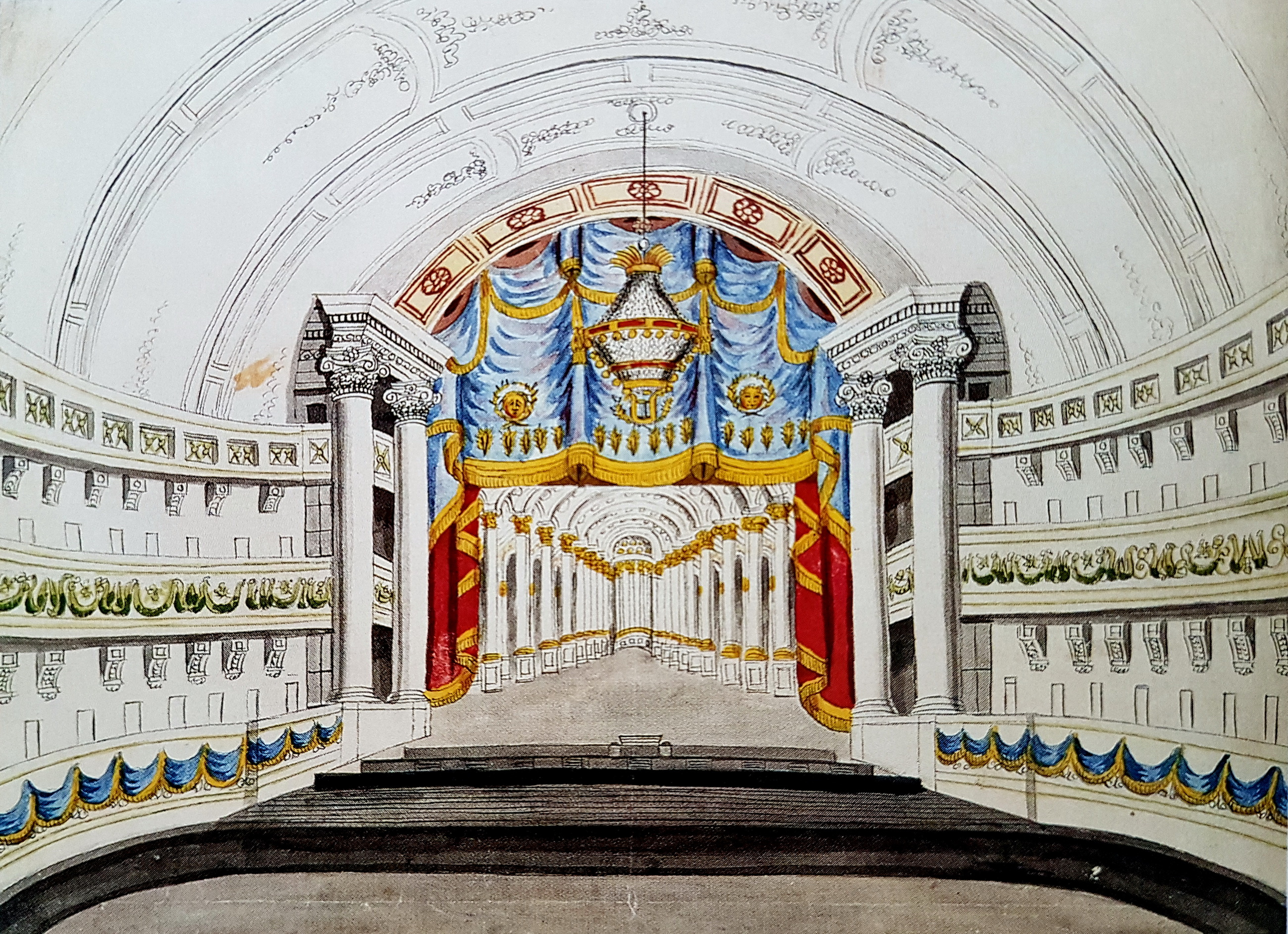
De schouwburgzaal in 1846 (Ph. van Gulpen)
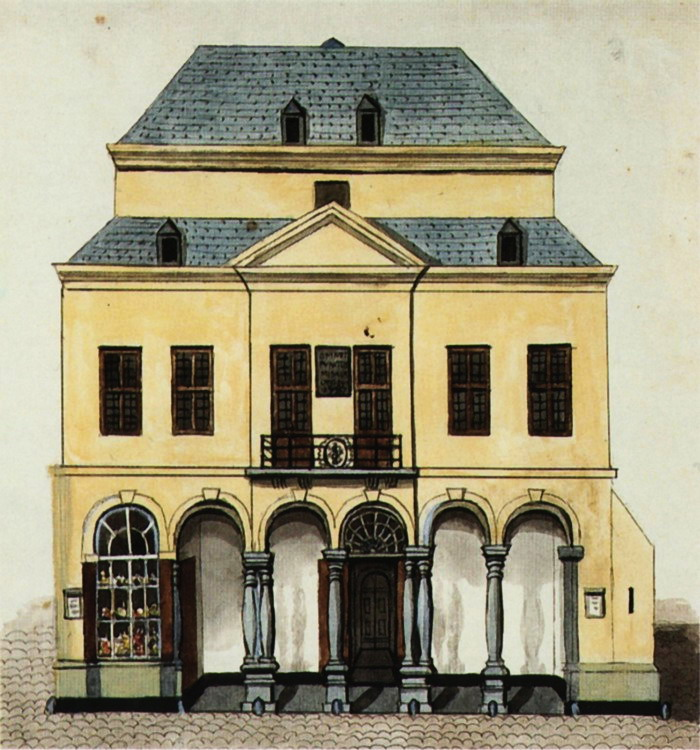
Soirons oostelijke schouwburgentree, vóór 1877
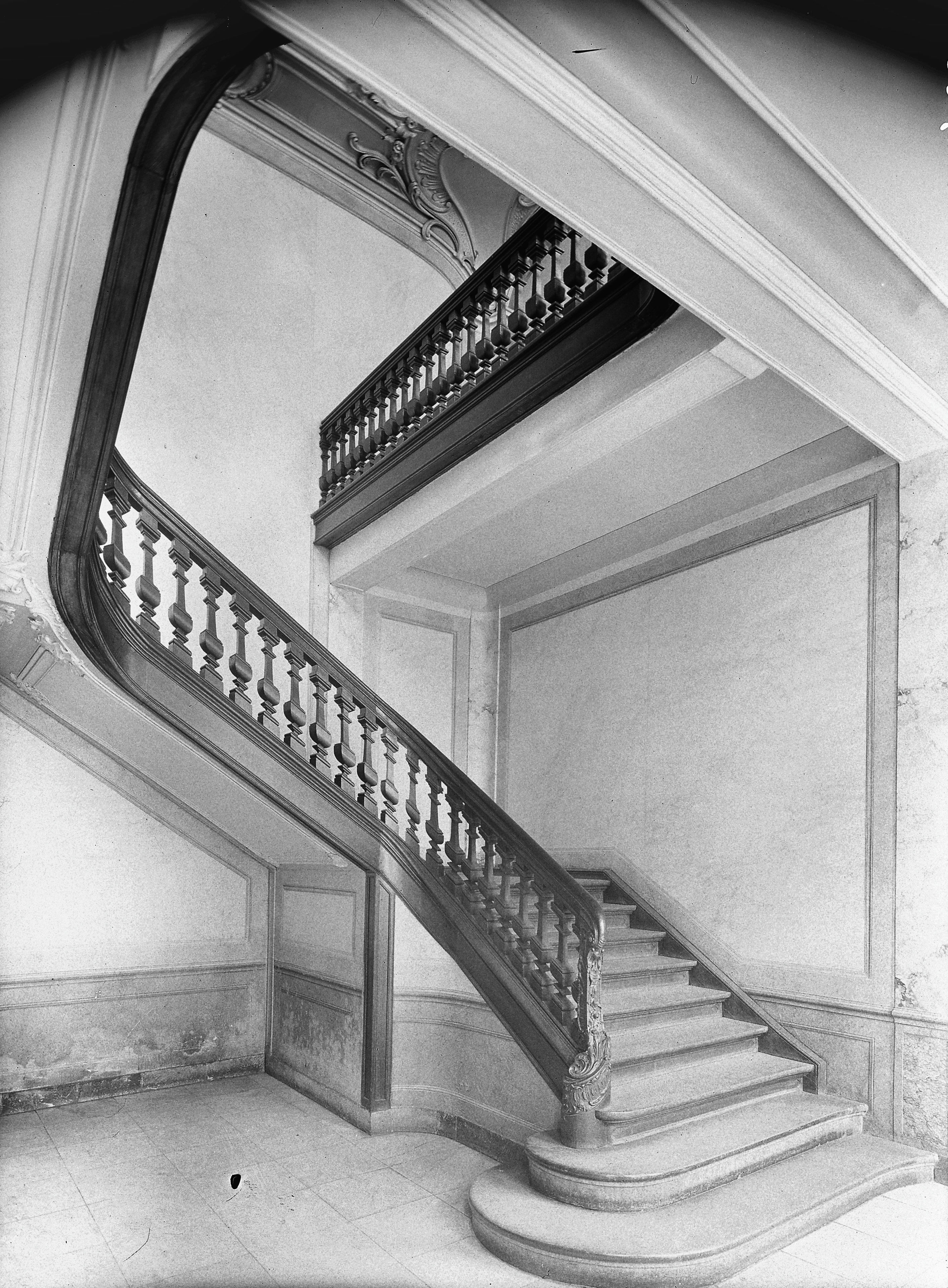
Trappenhuis van Rémont in 1916

### De Stadsschouwburg (1788-1877)

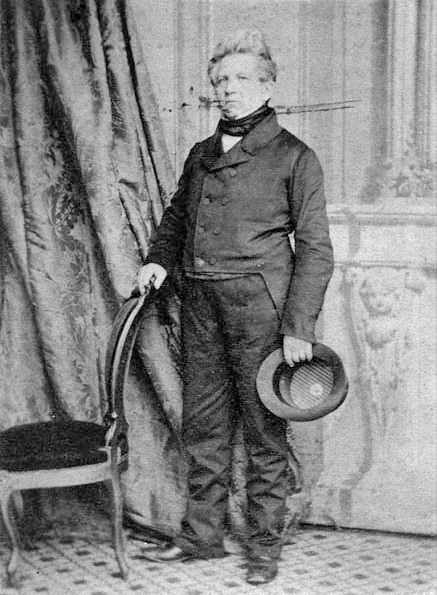
Schouwburgdirecteur Victor Emilius Nierstrasz

Het repertoire van de schouwburg in de 18e en 19e eeuw was van laag allooi, vooral kluchten en melodrama's, uitsluitend in het Frans. Aanvankelijk verbond een theatergezelschap zich voor één of meerdere seizoenen aan de schouwburg. Later werd dit systeem afgeschaft en was er meer variatie in het theaterseizoen. Van 1774 tot 1780 was het gezelschap van ene monsieur Clairville in Maastricht te gast. Hun steracteur was de jonge Fabre d'Églantine, die als revolutionair en trouwe vriend van Danton in januari 1794 op het schavot stierf. Een beroemde gast was Napoleon Bonaparte, die met zijn vrouw Joséphine de Beauharnais en haar zoon Eugène de Beauharnais in de zomer van 1803 de schouwburg bezocht. Tijdens de Blokkade van Maastricht in 1814 was de schouwburg ziekenboeg voor gewonde soldaten. Daarna moesten de zalen worden hersteld, waarbij opnieuw Soiron en de Luikse decorateur Thones betrokken waren. Nog geen twintig jaar later herhaalde de geschiedenis zich: tijdens de Blokkade van 1830-1833 namen de militairen opnieuw bezit van de schouwburg. Daarna was het de Akense restaurateur Borin die de zaal opknapte. Naast de gecontracteerde theatergezelschappen, waren er in deze tijd regelmatig variété-artiesten en muziekgezelschappen te zien en te horen. Verder werden er bals en diners georganiseerd in de speciaal daarvoor gebouwde Redoutezaal.
Van 1786 tot 1877 werd de schouwburg, die altijd eigendom bleef van de stad, bestuurd door een Sociëteit van Actionarissen. In de loop van de 19e eeuw werd deze vereniging van aandeelhouders gedomineerd door leden van de familie Nierstrasz, waaronder Hendrik Nierstrasz (1773-1855), burgemeester van Maastricht, en zijn zoon Victor Emilius Nierstrasz (1809-1866).

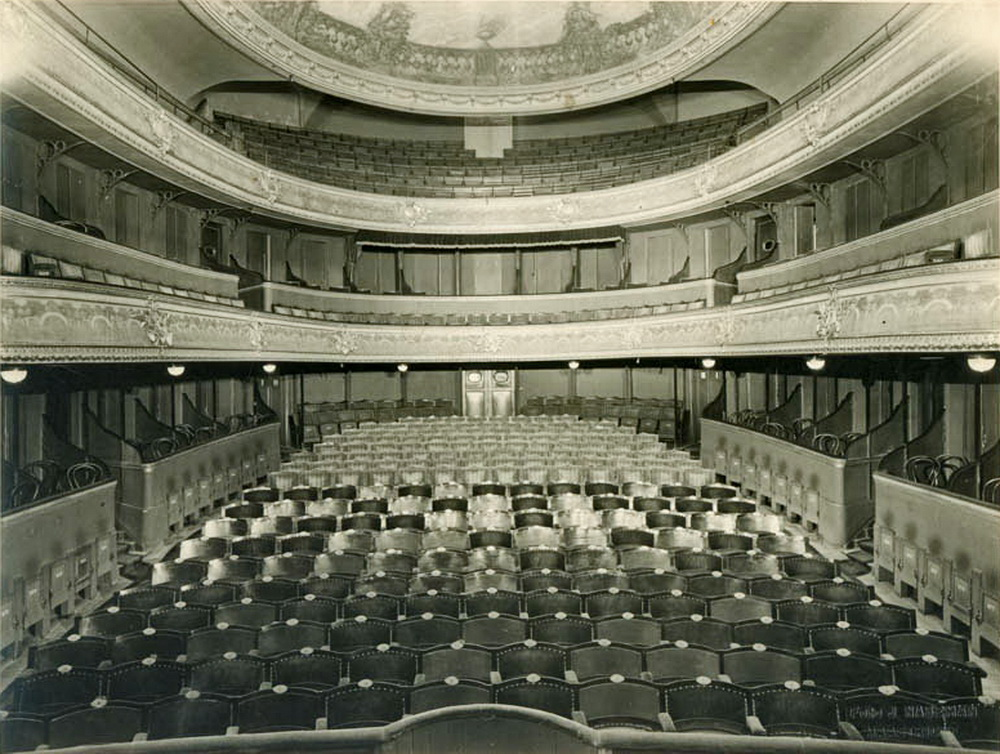
De zaal vóór de verbouwing van 1955-59

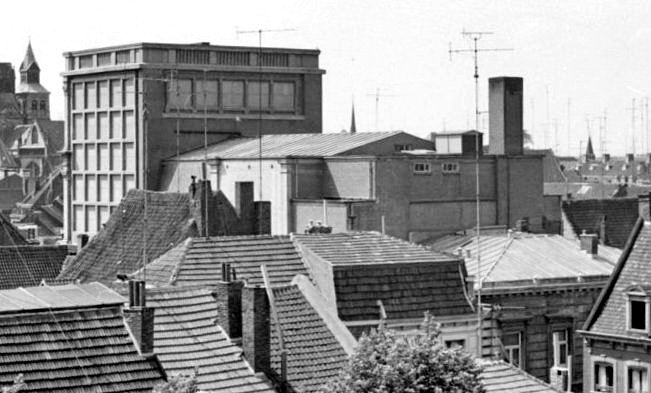
De Stadsschouwburg, gezien vanaf het westwerk van de Onze-Lieve-Vrouwebasiliek. Links de toneeltoren, na de verbouwing, 1965

### De Stadsschouwburg (1877-1992)
Om de dominantie van de (protestantse) familie Nierstrasz te verbreken werd de Sociëteit van Actionarissen in 1877 ontbonden en omgezet in de N.V. Schouwburg Vereeniging. Het gebouw was in deze tijd zeer vervallen en moest nodig worden aangepast aan de eisen van de tijd, een onderneming die 175.000 gulden kostte (zie hierboven). Het repertoire bleef Franstalig en ook de bordjes in het gebouw waren Franstalig. Concerten, soupers en gemaskerde bals hielden de exploitatie rendabel. In 1907 opende het Staargebouw, een concertzaal aan het Henric van Veldekeplein, wat ten nadele van de schouwburg ging. Een belangrijk figuur tijdens de eerste helft van de 20e eeuw was "madame Debye", de moeder van Nobelprijswinnaar Peter Debye, die van 1898 tot 1937 niet alleen de kassa bestierde, maar acteurs en bezoekers veelal persoonlijk kende en ervoor zorgde dat alles vlekkeloos verliep. In deze tijd werd er steeds meer Nederlandstalig toneel gespeeld, in het seizoen 1926-27 al een dertigtal stukken. Acteurs als Eduard Verkade, Cor van der Lugt Melsert en Theo Mann-Bouwmeester waren steeds vaker in Maastricht te zien.
Van 22 oktober 1944 tot 10 maart 1945 was Maastricht het hoofdkwartier van het Amerikaanse 9e Leger. De duizenden soldaten die de hel van de Ardennen, het Hürtgenwald of de Roer wisten te overleven, konden in "rest center Maastricht" een paar dagen op adem komen en zagen in de Bonbonnière onder andere een optreden van Marlene Dietrich in januari 1945.
In 1951 werd de Vereniging Stadsschouwburg omgezet in een stichting. De jaren 1950, 60 en 70 stonden in het teken van ingrijpende verbouwingen, waarbij steeds duidelijker werd dat het gebouw op den duur niet meer zou voldoen. De stoelencapaciteit in de zaal werd teruggebracht van ruim 700 naar 565, waarna bijna alle plaatsen zicht boden op het toneel. Door een gevarieerde programmering werd een nieuw, minder elitair publiek aangetrokken en steeg het theaterbezoek in de jaren 70 tot boven de 100.000 per jaar.

### Huidig gebruik
De Bonbonnière was tot begin 1992, toen het nieuwe Theater aan het Vrijthof werd opgeleverd, de enige schouwburgzaal in Maastricht. Nieuwbouw werd noodzakelijk geacht omdat het gebouw in alle opzichten te klein was. Met name het podium was krap bemeten, waardoor producties die een groot podium vereisten aan Maastricht voorbijgingen.
De theaterzaal wordt thans nog af en toe gebruikt voor (amateur)theaterproducties en lezingen. Daarnaast kunnen de diverse ruimtes worden gehuurd als locatie voor zakelijke evenementen, feesten, diners en recepties. Tot 2016 was de exploitatie in handen van de horecaondernemer Constantijn van Vloten; van 2016 tot 2019 was dat Maison van den Boer. Het theatercafé wordt apart geëxploiteerd.

## Beschrijving gebouw

### Exterieur
De architectuur van de oude jezuïetenkerk is nog het best te herkennen aan de kant van de Bredestraat en de onderbouw van de westgevel. De westelijke entree is origineel, maar wordt vrijwel niet gebruikt. In de bovenbouw van de westgevel is de rolwerkgevel met voluten en een gebroken fronton vervangen door een rechthoekig volume, waarachter de toneeltoren schuilgaat. De gevelindeling met pilasters is gehandhaafd en zelfs uitgebreid, maar doet door zijn rechthoekige vorm bevreemdend aan.
Het wit gepleisterde entreegebouw aan de oostzijde verleende het theater eind 19e eeuw een 'passende' entree. Het is een fors bouwwerk in burgerlijk-eclectische stijl, maar is vooral inwendig interessant. Naast de entree is op de gevel een reliëf met gemaskerde figuren bevestigd van Désirée Tonnaer uit 1996. Aan de noordzijde van het straatje Achter de Comedie staat een kleine beeldengroep van Appie Drielsma uit 1991. De titel De komedianten spreekt voor zich.

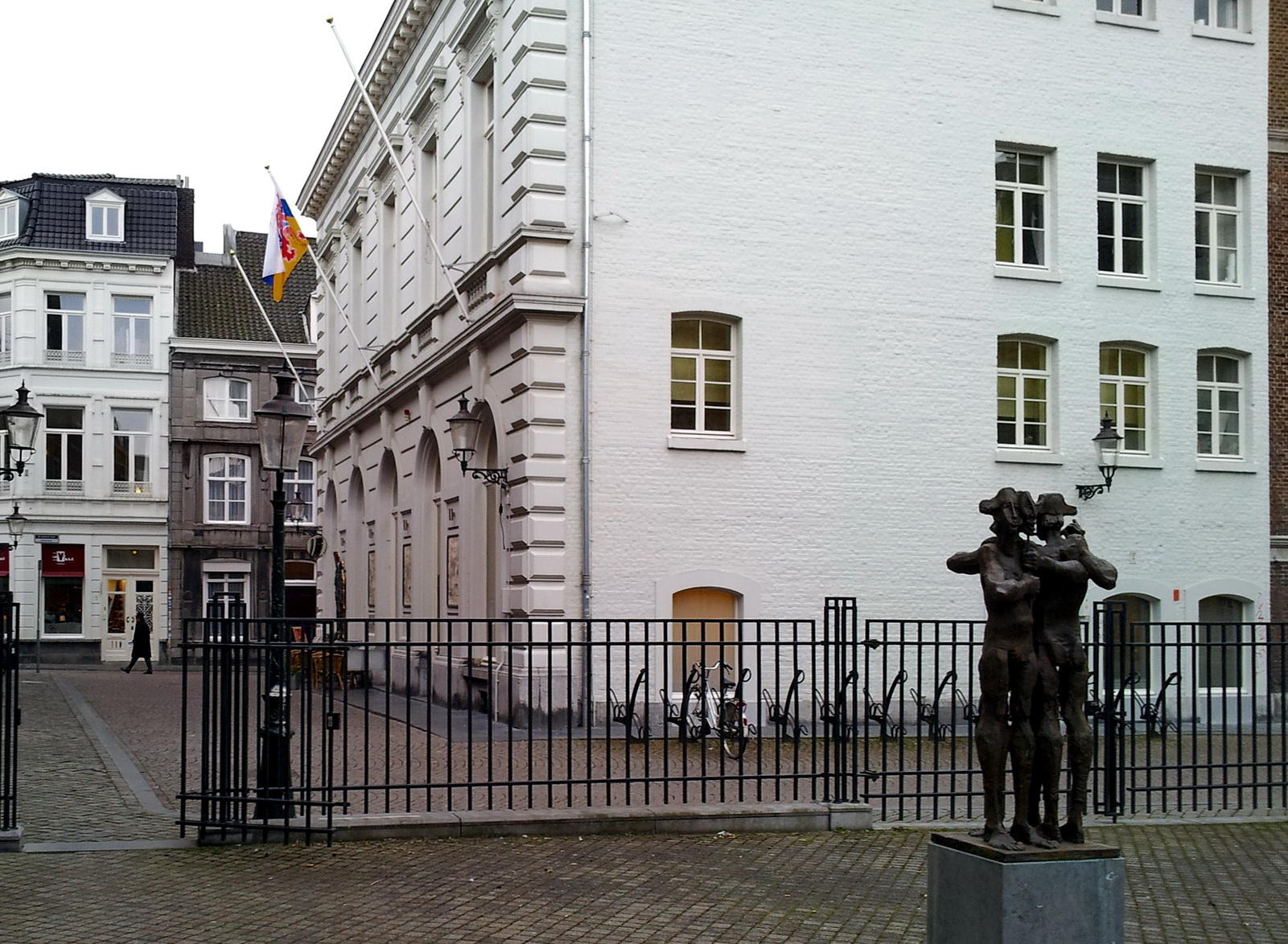
Entreegebouw en De Komedianten
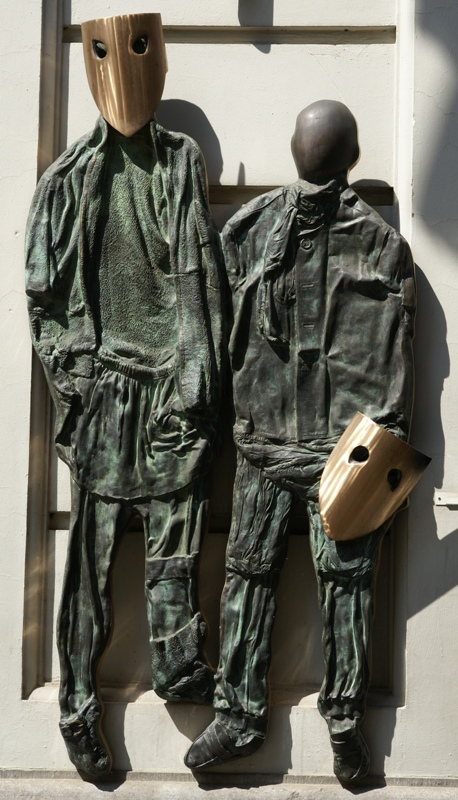
Reliëf Carnaval bij entree
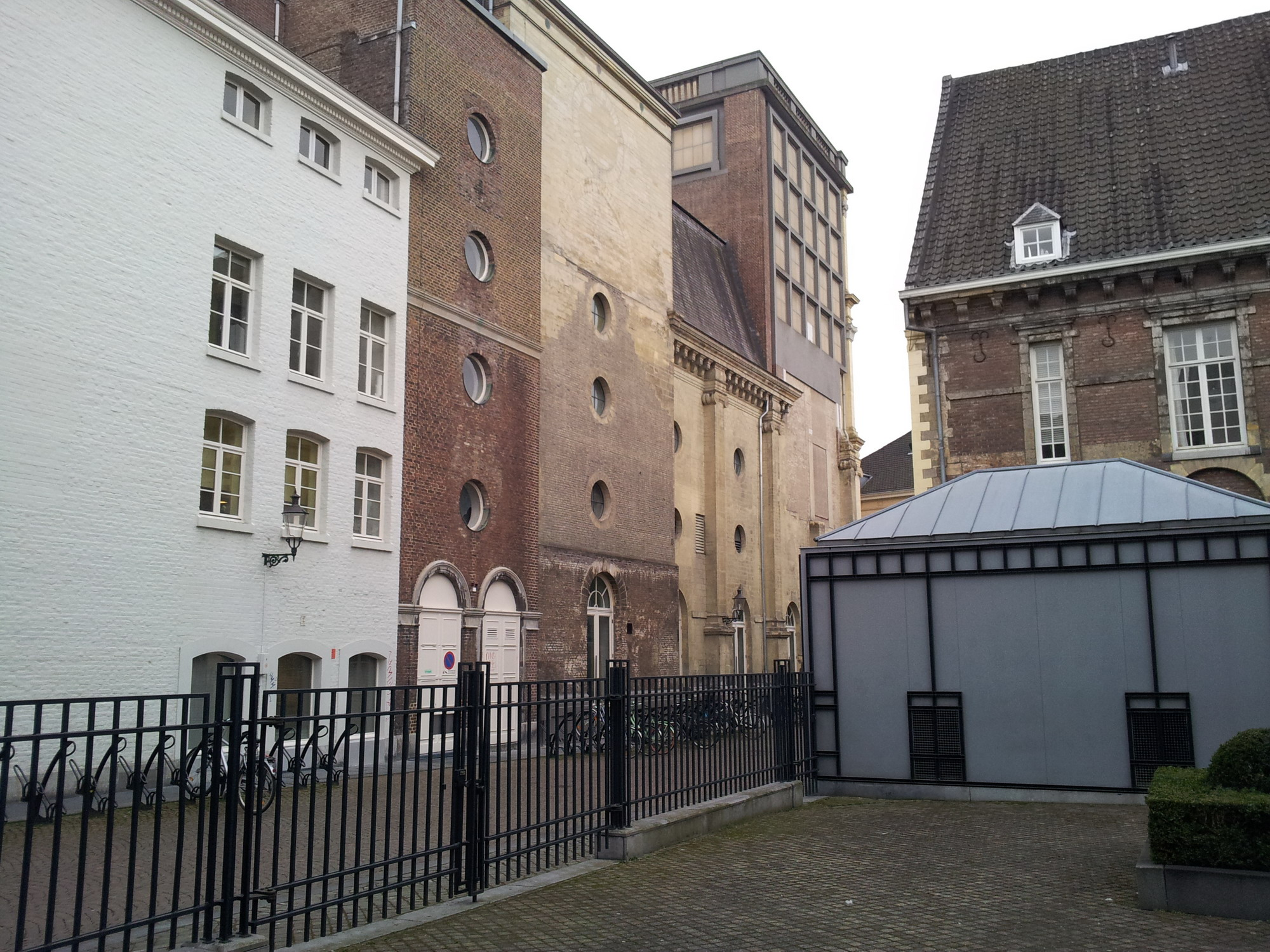
Sterk gewijzigde noordgevel
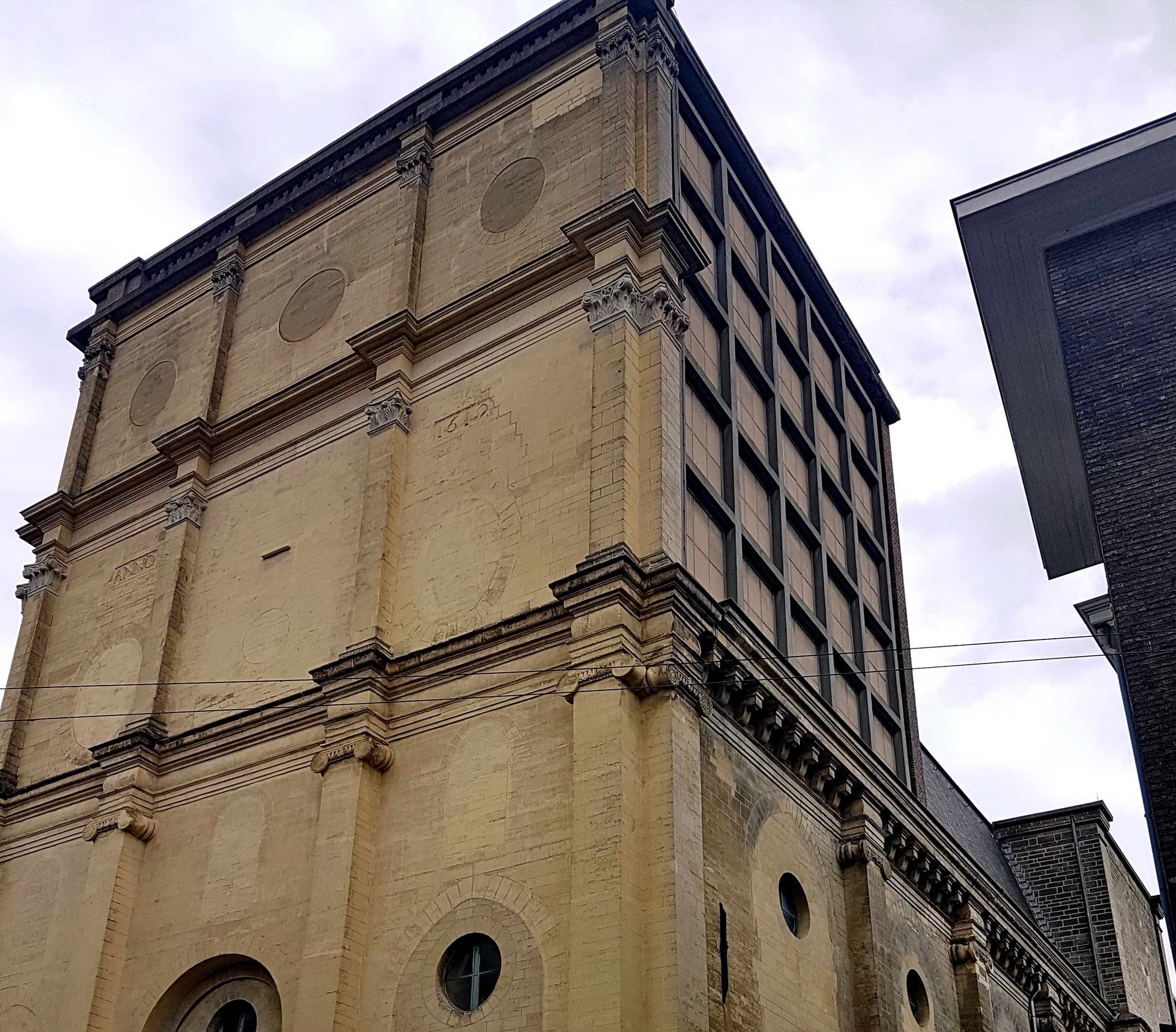
Toneeltoren

### Interieur
De grote zaal van de Bonbonnière biedt door een ruimere indeling tegenwoordig plaats aan ongeveer 300 personen. Het plafond van de theaterzaal, een bolvormige kap, is door Charles Eyck beschilderd. Het brandscherm is door kunstenaar Gèr Boosten beschilderd met voorstellingen uit het verhaal van Prometheus, die het vuur van de goden stal en aan de mensen gaf. In het gebouw zijn twee fraaie foyers: op de begane grond de Redoute- of Spiegelzaal, ook wel groene foyer genoemd, op de eerste verdieping van het entreegebouw de witte foyer. Daarnaast bevinden zich op de begane grond een café-restaurant en, sinds enkele jaren, een winkelunit (alleen toegankelijk vanaf de Bredestraat). Het eerste is ingericht in een vrij zware stijl, die typerend is voor cafés uit de late 19e eeuw. In de winkelunit zijn stucdecoraties te zien met toneelattributen.

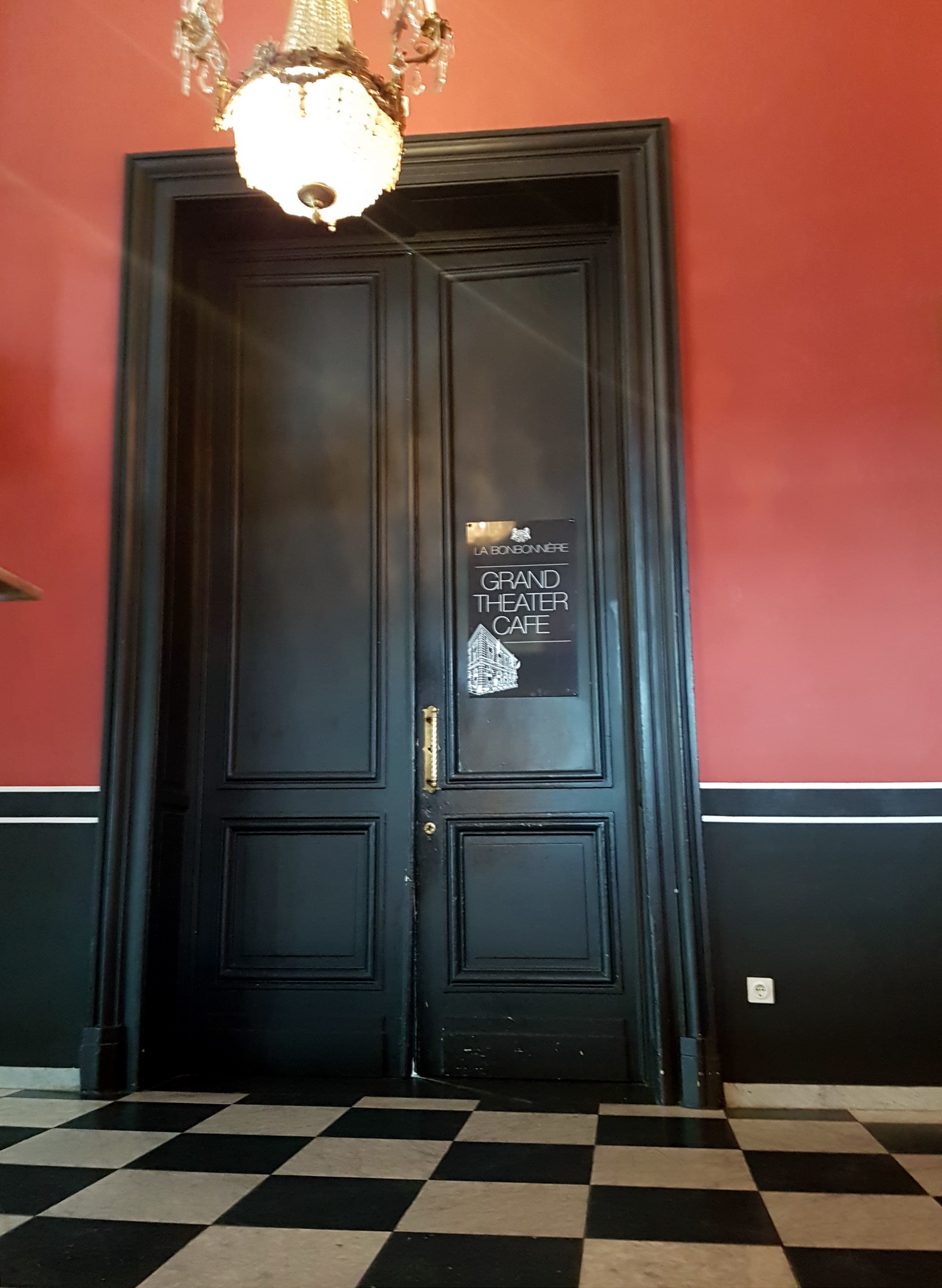
Entreehal
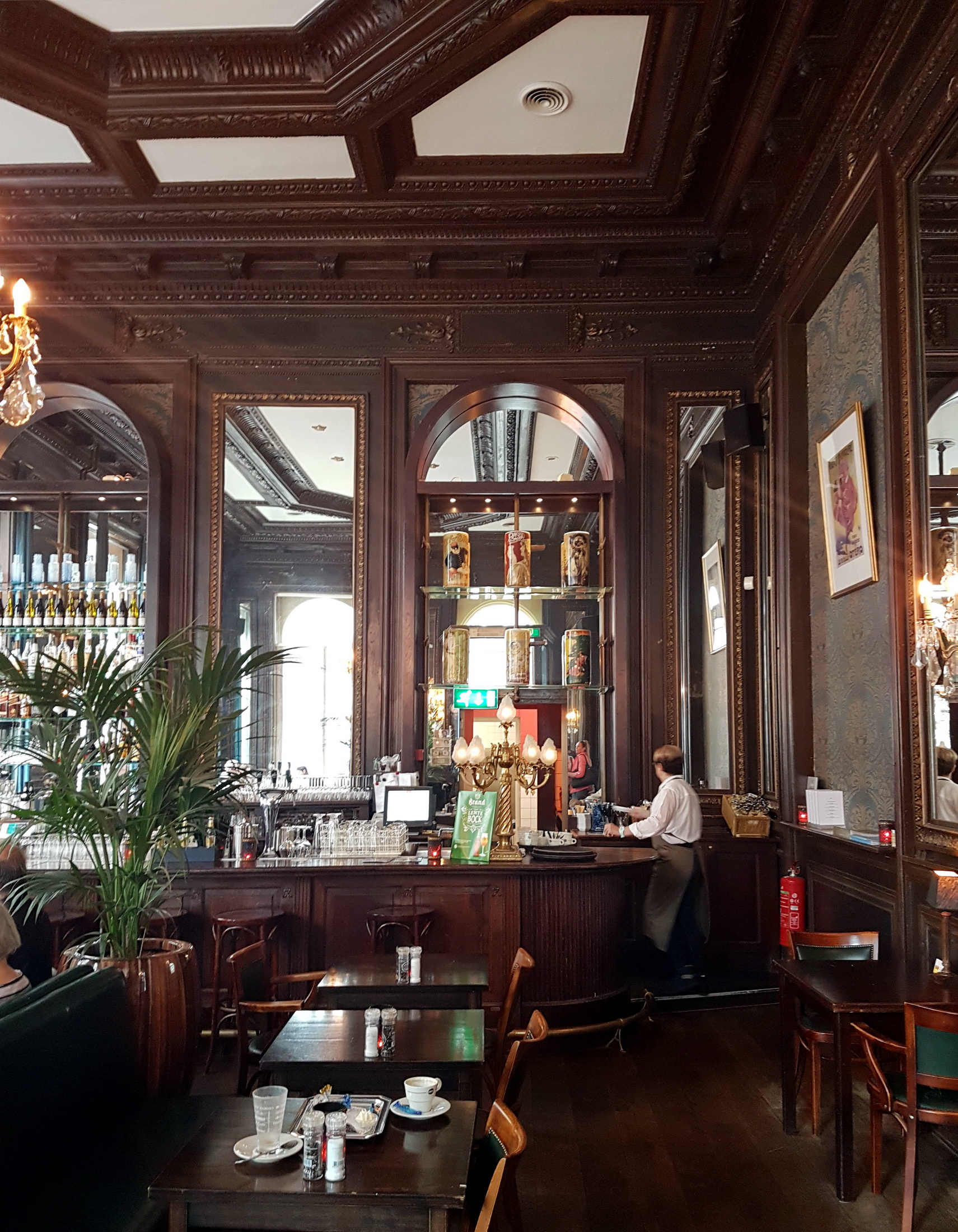
Café-restaurant
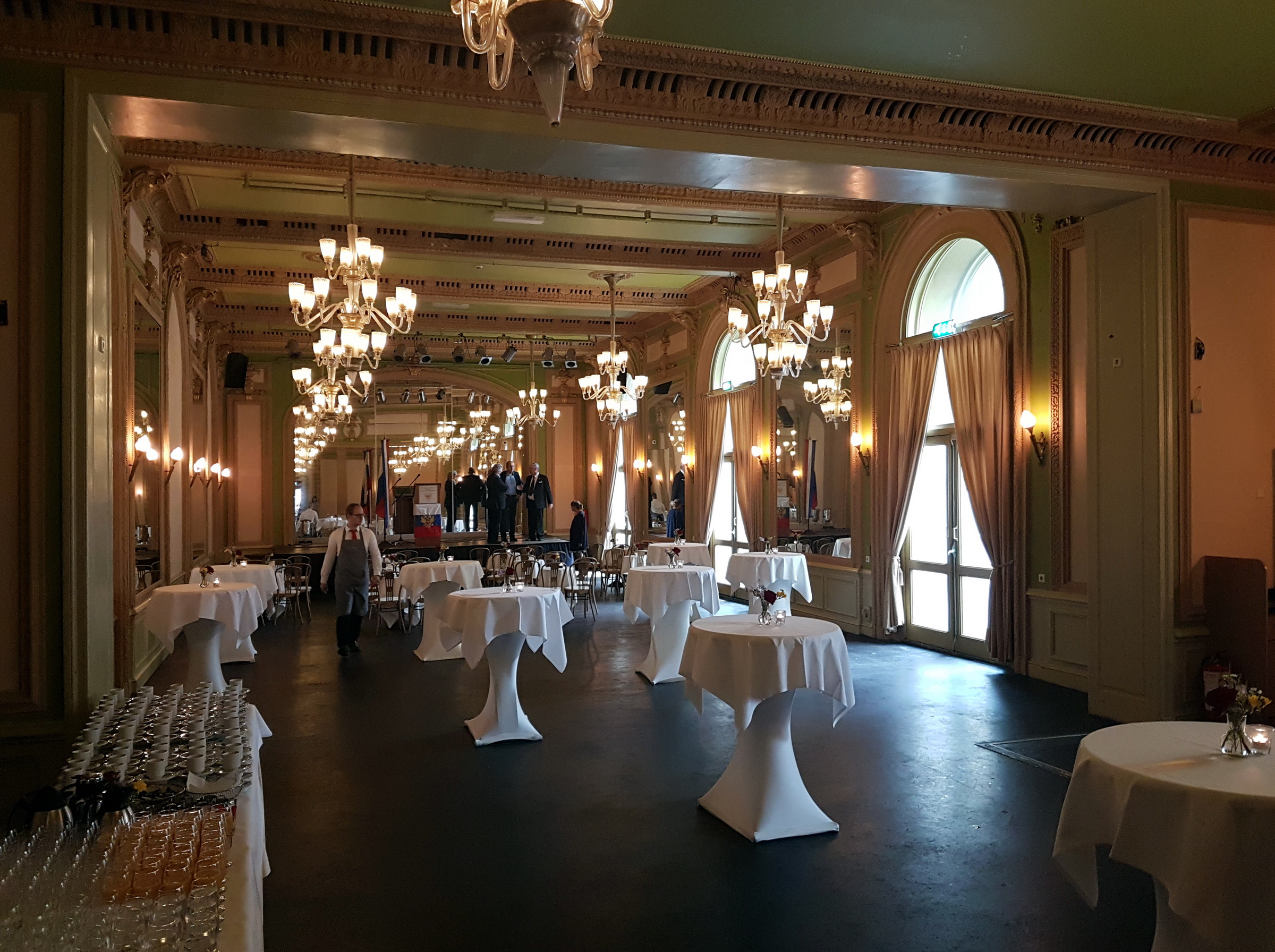
Redoutezaal (groene foyer)
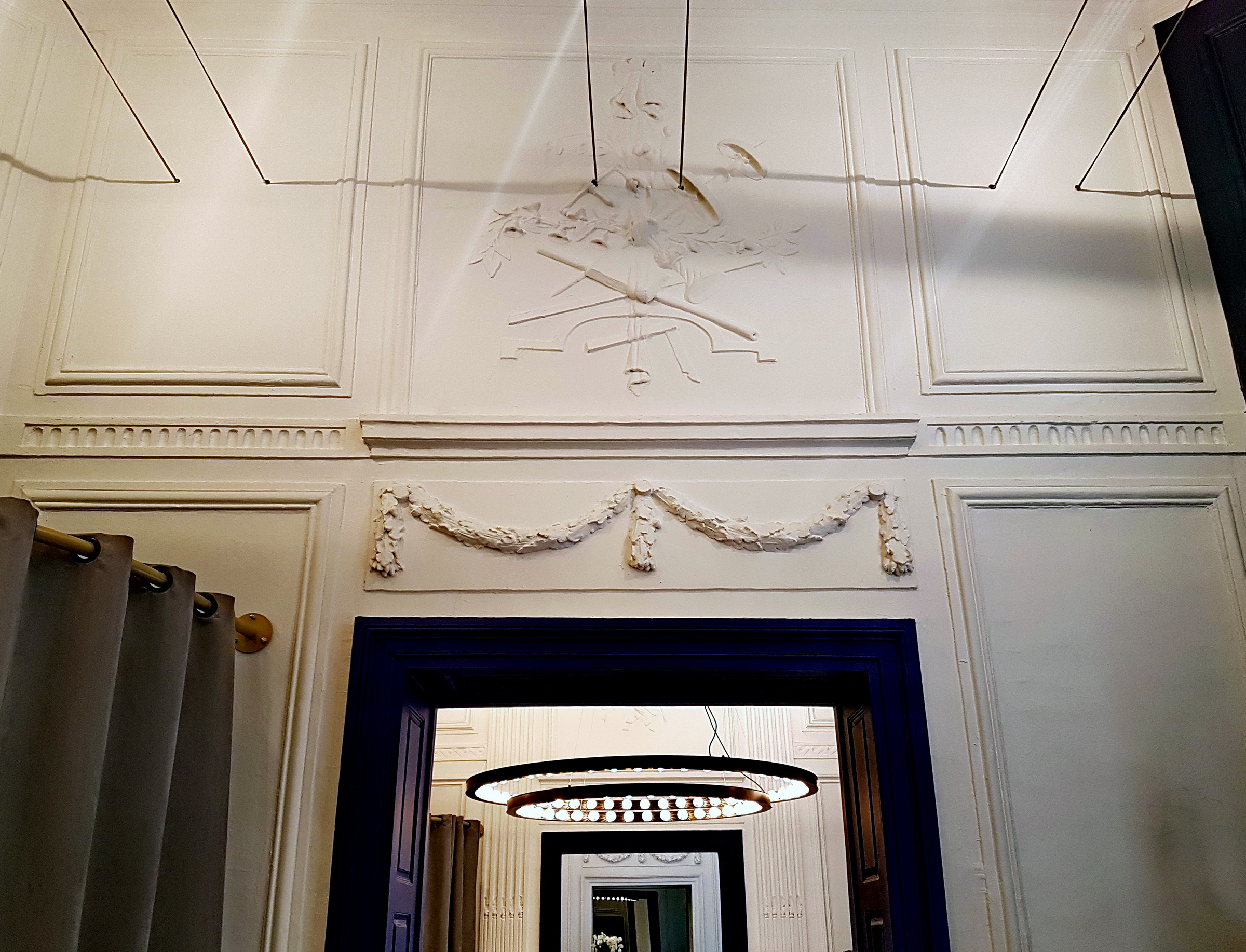
Stucdecoraties in winkelunit